# F1 Grand Prix
F1 Grand Prix è il primo gioco di Formula 1 che la Sony ha pubblicato su PlayStation Portable. Esso comprende l'intera stagione di Formula 1 del 2005.

## Modalità di gioco
- Quick Race è dove il giocatore può impostare una gara casuale con le impostazioni casuali del gioco.
- Eventi è dove il giocatore può scegliere tra Time Attack, unico Gran Premio (che deve essere sbloccato) o Scenario (un elenco di scenari di vitale importanza per sbloccare gli extra).
- Campionato del mondo permette al giocatore di giocare l'intera stagione 2005.
- Multiplayer Wi-Fi da 2 a 8 giocatori.
- TV Race Mode permette al giocatore di vedere una gara come se fosse in televisione.

## Team e piloti
- Scuderia Ferrari
  -  Michael Schumacher
  -  Rubens Barrichello
- BAR Honda
  -  Jenson Button
  -  Takuma Satō
- Renault F1
  -  Fernando Alonso
  -  Giancarlo Fisichella
- Williams BMW
  -  Mark Webber
  -  Nick Heidfeld
- McLaren Mercedes
  -  Kimi Räikkönen
  -  Juan Pablo Montoya
- Sauber Petronas
  -  Jacques Villeneuve
  -  Felipe Massa
- Red Bull Racing Cosworth
  -  David Coulthard
  -  Christian Klien
- Toyota F1
  -  Jarno Trulli
  -  Ralf Schumacher
- Jordan Toyota
  -  Tiago Monteiro
  -  Narain Karthikeyan
- Minardi Cosworth
  -  Patrick Friesacher
  -  Christijan Albers

Pedro de la Rosa, Anthony Davidson, Alexander Wurz, Vitantonio Liuzzi, Ricardo Zonta, Antônio Pizzonia e Robert Doornbos, anche se tutti alla guida nelle gare di Formula 1 durante la stagione 2005, non sono stati inclusi nel gioco.

## Circuiti
- Gran Premio d'Australia - Albert Park (Melbourne)
- Gran Premio della Malesia - Sepang
- Gran Premio del Bahrain - Bahrain International Circuit
- Gran Premio di San Marino - Imola
- Gran Premio di Spagna - Circuito di Barcellona-Catalogna (Barcellona)
- Gran Premio di Monaco - Circuito di Monte Carlo (Monte Carlo)
- Gran Premio d'Europa - Nürburgring (Germania)"
- Gran Premio del Canada - Circuit Gilles Villeneuve (Montréal)
- Gran Premio degli Stati Uniti - Indianapolis Motor Speedway
- Gran Premio di Francia - Circuit de Nevers Magny-Cours
- Gran Premio di Gran Bretagna - Silverstone Circuit
- Gran Premio di Germania - Hockenheimring
- Gran Premio d'Ungheria - Hungaroring (Budapest)
- Gran Premio di Turchia - Istanbul Park
- Gran Premio d'Italia - Autodromo Nazionale Monza
- Gran Premio del Belgio - Circuito di Spa-Francorchamps
- Gran Premio del Brasile - Autódromo José Carlos Pace (San Paolo)
- Gran Premio del Giappone - Suzuka Circuit
- Gran Premio della Cina - Shanghai International Circuit

"La Germania ha ospitato il Gran Premio d'Europa 2005

## Sbloccabili
- Ci sono 19 brani sbloccabili

## Pacchetti download
Il primo pacchetto per il download ufficiale di F1 Grand Prix intitolato "Statistiche e Bonus Pack automobile" comprende l'aggiunta dei piloti mancanti e permette al giocatore di sbloccare la Lotus 25 Classic Car.
Le Scuderie mancanti sono state create (non ufficialmente) e sono disponibili per il download da the PSP Vault